# Ortenberg (Hesse)
Pour les articles homonymes, voir Ortenberg.
Ortenberg est une municipalité allemande située dans le land de la Hesse et l'arrondissement de Wetterau.

## Personnalités liées à la ville
- Louise-Christine de Stolberg-Stolberg-Ortenberg (1675-1738), comtesse née à Ortenberg.
- Jakob Friedrich Heusinger (1719-1778), philologue né à Usenborn.